# Marius Petipa
Marius Ivanovich Petipa em russo:  Мариус Иванович Петипа; Marselha, 11 de março de 1818 — Gurzuf, Crimeia, 14 de julho de 1910) foi um bailarino, professor e coreógrafo russo nascido na França. Petipa é um dos mestres e coreógrafos mais influentes da história do balé.

## Vida
Marius Petipa é conhecido por sua longa carreira como primeiro maître de ballet (primeiro mestre de balé) dos Teatros Imperiais de São Petersburgo, tornando-o mestre de balé e principal coreógrafo do Balé Imperial (hoje conhecido como Balé Mariinsky), cargo que ocupou de 1871 a 1903. Petipa criou mais de cinquenta balés, alguns dos quais sobreviveram em versões fiéis, inspiradas ou reconstruídas a partir do original. Entre essas obras, ele é mais conhecido por A Filha do Faraó (1862); Dom Quixote (1869); La Bayadère (1877); Le Talisman (1889); A Bela Adormecida (1890); O Quebra-Nozes (coreografado em conjunto com Lev Ivanov) (1892); Le Réveil de Flore (1894); La Halte de cavalerie (1896); Raymonda (1898); Les Saisons (1900) e Les Millions d'Arlequin (também conhecido como Harlequinade) (1900).
Petipa reviveu um número substancial de obras criadas por outros coreógrafos. Muitos desses revivals se tornariam as edições definitivas nas quais todas as produções subsequentes seriam baseadas. Os mais famosos desses revivals foram Le Corsaire, Giselle, La Esmeralda, Coppélia, La Fille Mal Gardée (com Lev Ivanov), The Little Humpbacked Horse e Swan Lake (com Lev Ivanov).
Muitas peças sobreviveram de forma independente das obras originais e revivals de Petipa, apesar do fato de que os balés completos que as geraram desapareceram do repertório do Ballet Imperial. Muitas dessas peças tiveram versões baseadas no original ou coreografadas por outros – o Grand Pas classique, Pas de trois e Mazurka des enfants de Paquita; Le Carnaval de Venise Pas de deux de Satanella; O Talismã Pas de deux; La Esmeralda Pas de deux; a Diana e o Actéon Pas de deux; La Halte de Cavalerie Pas de deux; Dom Quixote Pas de deux; La Fille Mal Gardée Pas de deux; e a Harlequinade Pas de deux.
Está sepultado no Cemitério Tikhvin

## Balés

### Nantes, França
- Le Droit du seigneur (1838)
- La Petite Bohémienne (1838)
- La Noce à Nantes (1838)

### Bordéus, França
- La Jolie Bordelaise (1840)
- L'Intrigue amoureuse (1841)
- La Vendange (1842)
- Le Langage des Fleurs (1844)

### Madri, Espanha
- Carmen et son toréro (1845)
- La Perle de Séville (1845)
- L'Aventure d'une fille de Madrid (1845)
- Départ pour la course des taureaux (1845)
- La Fleur de Granada (1846)
- Forfasella ou la hija del infierno (1846)
- Alba-Flor la pesarosa (1847)

### Rússia
Teatro Imperial Bolshoi Kammeny, São Petersburgo
- Paquita (revival, depois de J. Mazilier). Encenado com Frédéric Malevergne. Música de Edouard Deldevez e Ludvig Minkus. 8 de outubro [OS 26 de setembro] de 1847.
- Le Diable amoureux (como Satanella) (revival, depois de J. Mazilier). Encenado com Jean Petipa. Música de Napoleão Henri Reber, François Benoist e Konstantin Liadov. 22 de fevereiro [OS 10 de fevereiro] de 1848.
- Léda, ou la Laitière Suisse (revival, depois de F. Taglioni). Encenado com Jules Perrot e Jean Petipa. Música de Adalbert Gyrowetz, Michele Carafa e Cesare Pugni. 16 de dezembro [OS 4 de dezembro] de 1849.
- Giselle (revival, depois de Jean Coralli e J. Perrot). Encenado com Jules Perrot. Música de Adolphe Adam e Cesare Pugni. 7 de fevereiro [OS 26 de janeiro] de 1850.
- Le Corsaire (renascimento, depois de J. Mazilier). Encenado com Jules Perrot. Música de Adolphe Adam e Cesare Pugni. 24 de janeiro [OS 12 de janeiro] 1858.
- Un Mariage sous la Régence. Música de Cesare Pugni. 30 de dezembro [OS 18 de dezembro] de 1858.
- La Carnaval de Venise (pas de deux para Amalia Ferraris). Música de Cesare Pugni sobre um tema de Niccolò Paganini. 24 de fevereiro [OS 12 de fevereiro] de 1859.
- Le Marché des parisien. Música de Cesare Pugni. 30 de abril [OS 23 de abril] de 1859.
- La Somnambule (renascimento, depois de Jean-Pierre Aumer). Música de Ferdinand Hérold e Cesare Pugni. 21 de dezembro [OS 19 de dezembro] de 1859.
- Le Dália Azul. Música de Cesare Pugni. 24 de abril [OS 12 de abril] de 1860.
- A Filha do Faraó. Música de Cesare Pugni. 30 de janeiro [OS 18 de janeiro] 1862.
- La Beauté du Liban, ou l'Esprit des montagnes. Música de Cesare Pugni. 24 de dezembro [OS 12 de dezembro] de 1863.
- La Danseuse en voyage (revival, depois de J. Perrot). Música de Cesare Pugni. 16 de novembro [OS 4 de novembro] de 1865.
- Flórida. Música de Cesare Pugni. 22 de janeiro [OS 10 de janeiro] 1866.
- Fausto (renascimento, depois de J. Perrot). Música de Giacomo Panizza, Sir Michael Andrew Costa, Niccolò Bajetti e Cesare Pugni. 19 de novembro [OS 7 de novembro] de 1867.
- Le Roi Candaule. Música de Cesare Pugni. 31 de outubro [OS 17 de outubro] de 1868.
- Catarina (revival, depois de Jules Perrot). Música de Cesare Pugni. 13 de novembro [OS 1 de novembro] de 1870.
- Les Deux étoiles. Música de Cesare Pugni. 12 de janeiro [OS 31 de janeiro de 1871] 1872.
- La Camargo. Música de Ludwig Minkus. 29 de dezembro [OS 17 de dezembro] de 1872.
- Le Papillon (renascimento, depois de M. Taglioni). Música de Jacques Offenbach e Ludwig Minkus. 19 de janeiro [OS 7 de janeiro] de 1874.
- La Naïade et le Pêcheur (revival, depois de J. Perrot). Música de Cesare Pugni. 7 de novembro [OS 27 de outubro] de 1874.
- Les Brigands. Música de Ludwig Minkus. 6 de fevereiro [OS 26 de janeiro] de 1875.
- Les Aventures de Pélée. Música de Ludwig Minkus e Léo Delibes. 30 de janeiro [OS 18 de janeiro] de 1876.
- Le Songe d'une nuit d'été. Música de Ludwig Minkus e Felix Mendelssohn. 26 de julho [OS 14 de julho] de 1876.
- La Bayadère. Música de Ludwig Minkus. 4 de fevereiro [OS 23 de janeiro] de 1877.
- Roxana, la beauté du Monténégro. Música de Ludwig Minkus. 10 de fevereiro [OS 29 de janeiro] de 1878.
- La Fille des Neiges. Música de Ludwig Minkus. 19 de janeiro [OS 7 de janeiro] de 1879.
- Frisac, ou la Double Noce. Música arranjada por Ludwig Minkus a partir dos ares de Giacomo Meyerbeer, Giuseppe Verdi, Vincenzo Bellini e Gioacchino Rossini. 23 de março [OS 11 de março] de 1879.
- Mlada. Música de Ludwig Minkus. 14 de dezembro [OS 2 de dezembro] de 1879.
- La Fille du Danube (renascimento, depois de F. Taglioni). Música de Adolphe Adam e Ludwig Minkus. 8 de março [OS 24 de fevereiro] de 1880.
- Zoraia, ou la Maure en Espagne. Música de Ludwig Minkus. 13 de fevereiro [OS 1 de fevereiro] de 1881.
- La Vivandière (como Markitenka) (revival, depois de A. Saint-Léon). Música de Cesare Pugni. 20 de outubro [OS 8 de outubro] de 1881.
- Pâquerette (renascimento, depois de A. Saint-Léon). Música de François Benoist e Ludwig Minkus. 22 de janeiro [OS 10 de janeiro] 1882.
- Pigmalião, ou La estátua de Chipre. Música do Príncipe Nikita Trubestkoi. 23 de dezembro [OS 11 de dezembro] de 1883.
- Coppélia (renascimento, depois de A. Saint-Léon). Música de Léo Delibes. 7 de dezembro [OS 25 de novembro] de 1884.
- Le Diable à Quatre (como La Femme capricieuse) (revival, J. Mazilier). Música de Adolphe Adam, Cesare Pugni e Ludwig Minkus. 5 de fevereiro [OS 23 de janeiro] de 1885.
- La Fille Mal Gardée (como La Précaution inutile) (revival, depois de Paul Taglioni). Encenado com Lev Ivanov e Virginia Zucchi. Música de Peter Ludwig Hertel, Ferdinand Hérold e Cesare Pugni. 27 de dezembro [OS 15 de dezembro] de 1885.

Teatro Imperial Mariinsky, São Petersburgo
- Les Pilules magices. Música de Ludwig Minkus. 21 de fevereiro [OS 9 de fevereiro] de 1886.
- L'Ordre du Roi. Música arranjada por Albert Vizentini a partir dos ares de Johann Strauss II, Léo Delibes, Daniel Auber, Jules Massenet e Anton Rubinstein. 26 de fevereiro [OS 14 de fevereiro] de 1886.
- La Esmeralda (revival, depois de J. Perrot). Música de Cesare Pugni. 29 de dezembro [OS 17 de dezembro] de 1886.
- Fiametta (renascimento, depois de A. Saint-Léon). Música de Ludwig Minkus. 18 de dezembro [OS 6 de dezembro] de 1887.
- La Vestale. Música de Mikhail Ivanov. 1 de março [OS 17 de fevereiro] de 1888.
- Le Talismã. Música de Ricardo Drigo. 6 de fevereiro [OS 25 de janeiro] de 1889.
- A Bela Adormecida. Música de Piotr Ilyich Tchaikovsky. 15 de janeiro [OS 3 de janeiro] de 1890.
- Nénuphar. Música de Nikolai Krotkov. 23 de novembro [OS 11 de novembro] de 1890.
- Kalkabrino. Música de Ludwig Minkus. 25 de fevereiro [OS 13 de fevereiro] de 1891.
- La Sylphide (revival, depois de F. Taglioni). Música de Jean Madeleine Schneitzhoeffer e Riccardo Drigo. 31 de janeiro [OS 19 de janeiro] de 1892.
- O Quebra Nozes. Encenado por Petipa e Lev Ivanov. Música de Piotr Ilyich Tchaikovsky. 18 de dezembro [OS 6 de dezembro] de 1892.
- Cendrillon (como Zolushka). Encenado por Lev Ivanov e Enrico Cecchetti sob a supervisão de Petipa. Música do Barão Boris Fitinhof-Schell. 17 de dezembro [OS 5 de dezembro] de 1893.
- Lago dos Cisnes (renascimento, depois de J. Reisinger). Encenado com Lev Ivanov. Música de Pyotr Ilyich Tchaikovsky em uma revisão de Riccardo Drigo. 27 de janeiro [OS 15 de janeiro] de 1895.
- O Cavalinho Corcunda (como La Tsar-Demoiselle) (revival, depois de A. Saint-Léon). Música de Cesare Pugni e Riccardo Drigo. 18 de dezembro [OS 6 de dezembro] de 1895.
- La Halte de la cavalerie. Música de Johann Armsheimer. 2 de fevereiro [OS 21 de janeiro] de 1896.
- Barbe-bleue. Música de Pyotr Schenck. 20 de dezembro [OS 8 de dezembro] de 1896.
- Raimonda. Música de Alexander Glazunov. 19 de janeiro [OS 7 de janeiro] de 1898.
- O Espelho Mágico. Música de Arseny Koreshchenko. 22 de fevereiro [OS 9 de fevereiro] de 1903.

Outros locais na Rússia
- L'Étoile de Grenade. Música de Cesare Pugni. 21 de janeiro [OS 9 de janeiro] 1855. Palácio da grã-duquesa Elena Pavlovna, São Petersburgo.
- La Rose, la Violette et le Papillon. Música do príncipe Pyotr Georgievich de Oldenburg. 20 de outubro [OS 8 de outubro] 1857. Propriedade do príncipe Pyotr Georgievich de Oldenburg, Tsarskoye Selo.
- Terpsicore. Música de Cesare Pugni. 28 de novembro [OS 16 de novembro] 1861. Teatro Imperial, Tsarskoye Selo.
- Titânia. Música de Cesare Pugni. 30 de novembro [OS 18 de novembro] 1866. Palácio da grã-duquesa Elena Pavlovna, São Petersburgo.
- L'Amour bienfaiteur. Música de Cesare Pugni. 18 de março [OS 6 de março] 1868. Para alunos da Escola Imperial de Ballet, São Petersburgo.
- L'Esclave. Música de Cesare Pugni. 11 de maio [OS 29 de abril] 1869. Teatro Imperial, Tsarskoye Selo.
- Dom Quixote. Música de Ludwig Minkus. 26 de dezembro [OS 14 de dezembro] 1869. Teatro Imperial Bolshoi, Moscou.
- Trilby. Música de Yuli Gerber. 6 de fevereiro [OS 25 de janeiro] 1870. Teatro Imperial Bolshoi, Moscou.
- Ariadne (revival, depois de J. Reisinger). Música de Yuli Gerber. 26 de dezembro [OS 14 de dezembro] 1878. Teatro Imperial Bolshoi, Moscou.
- La Nuit et le Jour. Música de Ludwig Minkus. 30 de maio [OS 18 de maio] 1883. Teatro Imperial Bolshoi, Moscou. Para a gala de coroação do imperador Alexandre III e da imperatriz Maria Fyodorvna.
- L'Ofrance à l'Amour. Música de Ludwig Minkus. 3 de agosto [OS 22 de julho] de 1886. Em homenagem à imperatriz Maria Fyodorovna. Teatro Imperial, Peterhof.
- Les Caprices du papillon. Música de Nikolai Krotkov. 17 de junho [OS 5 de junho] 1889. Teatro Imperial, Peterhof. Para o casamento da princesa Alexandra da Grécia com o grão-duque Pavel Alexandrovich.
- La Forêt enchantée (renascimento, depois de Lev Ivanov). Música de Ricardo Drigo. 25 de julho [OS 13 de julho] 1889. Ilha Olga, Peterhof.
- Un conte de fées. Música de (?) Richter. 16 de abril [OS 4 de abril] 1891. Para alunos da Escola Imperial de Ballet, St. Pertersburg.
- Le Réveil de Flore. Música de Ricardo Drigo. 9 de agosto [OS 28 de julho] 1894. Teatro Imperial, Peterhof. Para o casamento da grã-duquesa Xenia Alexandrovna com o grão-duque Alexandre Mikhailovich.
- La Perle. Música de Ricardo Drigo. 29 de maio [OS 17 de maio] 1896, Teatro Imperial Bolshoi, Moscou. Para a gala da coroação do imperador Nicolau II e da imperatriz Alexandra Fydorovna.
- Les Noces de Thétis et Pélée (versão em um ato de Les Aventures de Pélée). Música de Ludwig Minkus e Riccardo Drigo. 9 de agosto [OS 28 de julho] 1897, Ilha Olga, Peterhof.
- Les Ruses d'Amour (ou O Julgamento de Damis). Música de Alexander Glazunov. 30 de janeiro [OS 17 de janeiro] 1900. Teatro Imperial de l'Hermitage, Palácio de Inverno, São Petersburgo.
- Les Saisons. Música de Alexander Glazunov. 20 de fevereiro [OS 7 de fevereiro] 1900. Teatro Imperial de l'Hermitage, Palácio de Inverno, São Petersburgo.
- Les Millions d'Arlequin. Música de Ricardo Drigo. 23 de fevereiro [OS 10 de fevereiro] 1900. Teatro Imperial de l'Hermitage, Palácio de Inverno, São Petersburgo.
- Les Elèves de Dupré (versão de 1 ato de L'Ordre du roi). Música de Riccardo Drigo, baseada no pastiche arranjado por Albert Vinzentini. 27 de fevereiro [OS 14 de fevereiro] 1900. Teatro Imperial de l'Hermitage, Palácio de Inverno, São Petersburgo.
- Le Coeur de la marquese. Música de Ernest Guiraud, com verso falado por Frédéric Febvre. 7 de março [OS 22 de fevereiro] 1902. Teatro Imperial de l'Hermitage, Palácio de Inverno, São Petersburgo.
- La Romance d'un Bouton de rose et d'un Papillon. Música de Ricardo Drigo. Nunca estreou (previsto para estrear em 5 de fevereiro [OS 23 de janeiro] de 1904 no Teatro Imperial de l'Hermitage, Palácio de Inverno, São Petersburgo).